# Yves Le Goüais
Yves Le Goüais, né à Remouillé en Loire-Inférieure le 31 juillet 1902 et mort à Nantes le 7 février 1962, est un ingénieur agronome et un agriculteur français, cofondateur en 1932 de la « Coopérative Agricole de la Noëlle Ancenis » (CANA), qui est à l'origine du groupe Terrena.

## Biographie
Né à Remouillé en 1902 d'un père, le lieutenant François Le Goüais, exploitant agricole mort pour la France en 1915, et de Jeanne Bureau-Robinière, Yves Le Goüais devient très jeune chef d'exploitation. Après avoir obtenu un diplôme d'ingénieur à l'Institut national agronomique en 1922, il prend la tête de l'exploitation familiale à La Barre-David, dans la commune de Saint-Sulpice-des-Landes. Après son mariage avec Marie de Dieuleveult, fille d'Alain de Dieuleveult, maire de Saint-Sulpice-des-Landes, et de Marie Legeard de La Diriays, il dispose de 800 hectares. 
À son retour du service militaire en 1924 il se lance dans des expérimentations, telles le croisement de races bovines, la sélection des semences, le logement porcin en plein air. Son dynamisme lui vaut d'être élu président de la caisse de Crédit agricole de Saint-Mars-la-Jaille en 1927. Alors que la Grande Dépression du début des années 1930 provoque l'effondrement des cours du blé, Yves Le Goüais regroupe huit autres agriculteurs avec lesquels il fonde une coopérative agricole en 1932, dont il pend la présidence. Le nombre d'adhérents passe à 32 à la fin de la même année, puis à 1 000 en 1936 pour atteindre 12 000 en 2000.
La coopérative bâtit un premier silo en 1934, commence son activité laitière en 1941. Elle fusionne avec la coopérative de Candé en 1942. Yves Le Goüais est maire de Saint-Sulpice-des-Landes de 1945 à 1962. Défait par le maire de Saint-Mars-la-Jaille, Alexandre Braud, à l'élection cantonale de 1945, il décide de transférer le siège de la coopérative à Ancenis, au lieu-dit La Noëlle, lieu qui donne son nom à la CANA : coopérative agricole de La Noëlle Ancenis. Yves Le Goüais meurt à Nantes en 1962 d'une crise cardiaque.
Il est inspecteur général adjoint de l'Office national interprofessionnel des grandes cultures.

## Hommages
- Parking Yves Le Gouaïs, Vallons-de-l'Erdre